# Baba Beg
Baba Beg (? - 1898, Taixkent) fou el darrer kan uzbek de Xahr-i Sabz, de la dinastia dels keneges. El 1870 Xahrisabz fou conquerida pels russos i el kan va fugir amb un petit grup de fidels però fou finalment capturat a Fergana i enviat en residència forçosa a Taixkent. El 1875 va entrar a l'exèrcit rus i va participar en la campanya de Khokand.

## Referència
1. ↑  Barthold, W.; Spuler, B.. "Bābā Beg." Encyclopaedia of Islam, segona edició, 2012. Referència. 26 de març de 2012